# Koina (Gambia)
Koina ist eine Ortschaft im westafrikanischen Staat Gambia.
Nach einer Berechnung für das Jahr 2013 leben dort etwa 4089 Einwohner, das Ergebnis der letzten veröffentlichten Volkszählung von 1993 betrug 3300.

## Geographie
Koina, in der Upper River Region, Distrikt Kantora, liegt am südlichen Ufer des Gambia-Flusses, ungefähr neun Kilometer nordöstlich von Fatoto und ungefähr 42 Kilometer nordöstlich von Basse Santa Su entfernt. Koina, die östlichste Ortschaft von Gambia, liegt etwa zweieinhalb Kilometer von der Grenze zum Senegal entfernt. Die größere Stadt Tambacounda im Senegal liegt ungefähr 37 Kilometer nordöstlich entfernt.